# Batterie de Narcel
La batterie de Narcel (parfois orthographiée Narcelle), culminant à 589 m d'altitude, est située à proximité du fort du Mont Verdun. Couplée avec batteries du Mont Thou, des Carrières, et de la Fréta, elle faisait partie de la deuxième ceinture de Lyon et plus globalement du système Séré de Rivières.

## Histoire

### Construction
La batterie est construite entre 1874 et 1877 à proximité du fort du Mont Verdun.

## Utilisation contemporaine
La base aérienne 942 Lyon-Mont Verdun occupe les terrains et interdit l'accès à la batterie.